# Clastoptera quadriguttata
Clastoptera quadriguttata är en insektsart som beskrevs av Melichar 1915. Clastoptera quadriguttata ingår i släktet Clastoptera och familjen Clastopteridae. Inga underarter finns listade i Catalogue of Life.